# Johann Nobili
Jan Křtitel hrabě Nobili (německy Johann Baptist Graf Nobili) (1. října 1798 Josefov – 29. června 1884 Vídeň) byl rakouský generál, diplomat a dvořan. Do armády vstoupil již v šestnácti letech v závěru napoleonských válek, poté sloužil u různých posádek a rychle postupoval v hodnostech. Jako štábní důstojník se vyznamenal během revoluce v letech 1848–1849, poté zastával vysoké vojenské posty v habsburských državách v Itálii. V armádě nakonec dosáhl hodnosti polního zbrojmistra, svou kariéru završil u vídeňského dvora jako nejvyšší hofmistr císařovny Alžběty (1857–1862).

## Životopis
Pocházel ze šlechtické rodiny z Rakouského Nizozemí (dnešní Belgie), nárok na hraběcí titul byl později přiznán i v habsburské monarchii. Byl synem polního podmaršála Jana Benedikta Nobiliho (1758–1823), vojevůdce napoleonských válek, který svou kariéru zakončil jako velitel v Padově. Díky otcově druhému sňatku byl spřízněn se slezskou rodinou Wilczků, jeho nevlastní matkou byla hraběnka Marianna Wilczková (1792–1869). Johann Nobili mladší začal v roce 1814 studovat na ženijní akademii, ale jako poručík se v letech 1814–1815 zúčastnil závěrečných bojů napoleonských válek ve Francii a Itálii. Již ve třiceti letech byl kapitánem, v roce 1834 získal hodnost majora a sloužil u pěšího pluku č. 21. Od roku 1837 byl náčelníkem štábu pluku č. 23, tehdy již v hodnosti plukovníka. V roce 1845 dosáhl hodnosti generálmajora, následně byl krátce velitelem brigády ve Vídni a Štýrský Hradec. Od roku 1846 byl zplnomocněncem u vojenské komise Německého spolku ve Frankfurtu.
Na začátku revolučního roku 1848 bojoval v Itálii, poté byl náčelníkem štábu maršála Windischgrätze a vypracoval plány na obsazení Vídně. Měl také podíl na plánech tažení do Uher na přelomu let 1848-1849. V lednu 1849 dosáhl hodnosti polního podmaršála a na podzim téhož roku byl krátce velitelem obsazeného Komárna. V letech 1850–1853 byl velitelem VIII. armádního sboru v severní Itálii se sídlem v Bologni. V letech 1853–1857 byl zástupcem maršála Radeckého jako vojenského guvernéra v Lombardii. V roce 1857 byl povolán do Vídně a do roku 1862 zastával funkci nejvyššího hofmistra císařovny Alžběty. Před odchodem do výslužby obdržel čestnou hodnost polního zbrojmistra (1861). Ve Vídni pobýval v pronajatém apartmánu v Lichtenštejnském paláci v ulici Löwelstrasse 10.

## Tituly a ocenění
Již v roce 1816 získal titul c. k. komořího a v roce 1853 obdržel titul c. k. tajného rady s nárokem na oslovení Excelence. Během vojenské kariéry a služby u dvora obdržel několik vyznamenání. Byl nositelem velkokříže Leopoldova řádu a rytířem Řádu sv. Štěpána, od cizích panovníků získal ruský Řád sv. Anny I. třídy, pruský Řád červené orlice I. třídy, velkokříž papežského Řádu sv. Řehoře Velikého a Řádu Pia IX., velkokříž toskánského Řádu sv. Josefa a rytířský kříž savojského Řádu sv. Mořice a Lazara. V letech 1849–1860 byl druhým majitelem pěšího pluku č. 44 arcivévody Albrechta a poté v letech 1860–1884 čestným majitelem pluku č. 74 posádkově příslušného do Jičína.